# مقاطعة خاك جبار
مقاطعة خاكي جبار (بالفارسية: ولسوالی خاک جبار) هي منطقة جبلية تقع في الجزء الجنوبي الشرقي من ولاية كابول، أفغانستان.  ومن بين القرى الرئيسية في المنطقة تشاكاري، مالانج، خرد كابول، كارو خيل وقرية خاروتي.